# جبل بحران
جبل بحران يقع في شرق محافظة رابغ بمنطقة مكة المكرمة. سميت به أحد غزوات الرسول ﷺ (غزوة بحران)، يوجد به اثار وحفريات ويوجد به مطاحن صخريه في أحد شعاب هذا الجبل وتسمى أم الرحي وكان بحران معمل لاستخراج المعادن كما ذكره المؤرخ ياقوت الحموي.